# 蔡瑁
蔡 瑁（さい ぼう、生没年不詳）は、中国後漢末期の武将。字は徳珪（『襄陽記』）。荊州南郡襄陽県の人。父は蔡諷。長姉は黄承彦の妻（『襄陽記』）。次姉は劉表の後妻（『襄陽記』）。姪は劉琮の妻（『後漢書』）。同族に郿国相・蔡瓚（茂圭）と巴郡太守・蔡琰（文圭）。

## 人物

### 生涯
荊州の有力豪族。伯母（父の長姉）は後漢の太尉であった張温の妻である（王先謙の『後漢書集解』）。若い頃に曹操と親しく、共に梁鵠（梁孟星）に面会したことがある。
蔡瑁は、劉表が単騎で荊州に着任すると蒯越らと共に謀議に参画し、また姪が劉琮に嫁いだため、次姉と共にその勢力を増大させ、劉表の側近として重用された（『後漢書』）。現に劉表が荊州に地盤を築く事ができたのは蔡瑁の功績だったといわれる。また豪胆な性格を自ら誇り、沔水東南の洲にある立派な屋敷は四隅を全て青石で飾り、婢妾は数百人、別荘を4、50カ所も保有していた（『襄陽記』）。
『蜀書』「先主伝」の注に引く『魏晋世語』では、蒯越と共に劉備の命を狙ったという記述があるが、東晋の孫盛も批判するように真偽の程は不明である。
蔡瑁は劉表の次子・劉琮の縁者であるため、長子・劉琦を遠ざけるべく、劉琮のしたことは小さな善でも必ず報告し、大きな悪でも必ず隠蔽した。内では蔡氏、外では蔡瑁と劉表の甥である張允がこうした工作を続けたため、劉琦は次第に疎まれ江夏太守として遠ざけられた（『典論』）。さらに劉表の死後、蔡瑁は劉琮を後継者にするために張允と共謀し、劉琮の兄の劉琦とその支持者である劉備を追い出し、劉琮の後継を実現させた。しかし、その直後に曹操の大軍が攻めてきたため、劉琮は戦わずして降伏した。蔡瑁は曹操に仕え、従事中郎・司馬を経て、長水校尉を歴任した。また、やがて漢陽亭侯に封ぜられるなど高位高官を手にした（『襄陽記』）。これらの背景として、蔡瑁と曹操が（劉琮降伏後には同室で昔話に興じるなど）旧知の間柄であったからだと言われた（『襄陽記』）。
一方で曹丕からの評価は低く、『典論』の中で呉匡、張璋、審配、郭図、張允らと並べて佞臣の一人としてその所業を嘆いている。

### 三国志演義
小説『三国志演義』では、同じく劉表配下として登場。劉備を妨害する悪役として描かれ、姉と共に共謀し劉琮を後継者にするため劉琦を暗殺しようと目論んだり、国を乗っ取ろうとしている劉備の暗殺を企て実行するが、伊籍の助力や劉備が手に入れた的盧によって未遂に終わる。また、作中では架空の弟の蔡勲、同じく架空の従弟の蔡和・蔡中が登場する。
劉表が死ぬ間際に劉琦を後継者に指名するが、劉琮を後継者にすべく遺言を偽造、劉琮が後継者となる。それとほぼ同時期に、曹操が大軍勢を従えて南下して来ると、降伏の使者を遣わせている。その後、劉備が民衆を率い襄陽城に救援を求め現れたが、既に曹操に降っていたため劉備の軍勢を襲撃した。この時は、これに反発した魏延が襄陽城内で謀反を起こし城内を混乱させたため、劉備を追撃するといった事はしていない。
また曹操が呉の孫権を攻める際に、水軍指揮に長じている事から水軍都督を任されている。しかし、蔡瑁を恐れた周瑜の離間策に嵌った蔣幹の報告で、周瑜に内通しているという有らぬ疑いをかけられ、曹操によって張允と共に処刑されてしまう。荀攸から「忠義の心などかけらも持たず、自分に利のある者にへつらうだけ」と厚遇を疑問視され、曹操からも用済みになったら始末する旨を語っていた。
横山光輝の漫画『三国志』や『人形劇 三国志』では、劉琮の後継を実現するため執拗に劉備の排除を図っている。また凶馬的盧のエピソードなどがこの関連で登場する。特に横山版では一巻丸々使ってこのエピソードを描いており、徐庶の登場などとも絡んで前半の山場の一つとなっている。